# Вернис (Оклахома)
Вернис (енгл. Bernice) град је у америчкој савезној држави Оклахома.

## Демографија
По попису из 2010. године број становника је 562, што је 58 (11,5%) становника више него 2000. године.
| Група             | 2000.       | 2010.       |
| Белци             | 405 (80,4%) | 451 (80,2%) |
| Афроамериканци    | 0 (0,0%)    | 0 (0,0%)    |
| Азијати           | 0 (0,0%)    | 0 (0,0%)    |
| Хиспаноамериканци | 6 (1,2%)    | 13 (2,3%)   |
| Укупно            | 504         | 562         |